# Mirandea andradenia
Mirandea andradenia är en akantusväxtart som beskrevs av T.F. Daniel. Mirandea andradenia ingår i släktet Mirandea och familjen akantusväxter. Inga underarter finns listade i Catalogue of Life.